# Charles Friedel
Charles Friedel (Strasburgo, 12 marzo 1832 – Montauban, 20 aprile 1899) è stato un chimico francese, creatore della reazione di Friedel-Crafts come metodo di sostituzione elettrofila e vincitore nel 1880 della Medaglia Davy.

## Biografia
Figlio di un ricco mercante e banchiere, studiò all'Università di Strasburgo e, dopo un anno in cui tentò di seguire le orme del padre nelle sue attività commerciali, si trasferì nel 1851 a Parigi presso il nonno materno, Georges Louis Duvernoy, insegnante storia naturale ed anatomia comparata al Collège de France. A partire dal 1854 iniziò le sue prime attività di ricerca sotto la guida del celebre chimico di origini tedesche, Charles-Adolphe Wurtz, e due anni dopo venne nominato responsabile delle collezioni di minerali dell'Ateneo. Nel 1871 divenne lettore universitario alla Scuola Normale e nel 1876 professore di mineralogia presso l'Università della Sorbona, ma alla morte del suo mentore nel 1884 fu incaricato di sostituirlo alla cattedra di chimica organica.

## Ricerche nella chimica organica
Proprio nell'ambito di in questo campo ottenne la creazione del 2-propanolo o isopropanolo, nel 1862. Nel 1863 si dedicò alla ricerca nel campo della chimica metallorganica in collaborazione con il chimico statunitense James Crafts per la creazione di composti organometallici del silicio. Successivamente collaborò con il chimico tedesco Albert Ladenburg per la creazione del silicocloroformio che portò a scoprire la stretta analogia tra il comportamento delle combinazioni di silicio con quelle del carbonio. Dal 1871 passò alla sintetizzazione della glicerina partendo dal propilene e nel 1877 pubblicò per la prima volta il suo metodo per sintetizzare il benzene noto come reazione di Friedel-Crafts.
Friedel diede all'ossido di rame e ferro il nome di "delafossite", in onore del mineralogista e cristallografo francese Gabriel Delafosse (1796-1878).